# Miracle Mile Shops
Le Miracle Mile Shops est le centre commercial du Planet Hollywood de Las Vegas.

## Histoire
Anciennement baptisé Desert Passage, le centre commercial a été construit en même temps que l'Aladdin casino en 2000. Depuis le début de l'année 2007, le Desert Passage a subi de grandes modifications extérieures, pour avoir un décor plus moderne. Mi-2007, l'intérieur du centre commercial devrait voir apparaitre un nouveau décor.

## Les commodités du Desert Passage
Le Desert passage propose 170 boutiques de tous genres : 
- Accessoires
- jeux et jouets pour enfants
- mode pour la maison
- galerie d'art
- boutiques de chaussures
- boutiques de santé
- salons de beauté
- bijouterie
- boutiques de vêtements de femmes
- boutiques de vêtements d'hommes

Il dispose aussi de 15 restaurants :
- Aromi d'Italia
- Blondies Sport Bar & Grill
- Cheeseburger Las Vegas
- La salsa Cantina
- Lombardi's Romagna Mia
- Max's Café
- Merchants Harbor Coffee House
- Oyster Bay Seafood & Wine Bar
- Pampas Churrascarta Brazilian Grille
- Sbarro
- Tacone Flavor Grill & Daiquiri Bar
- Todai Japanese Sushi & Seafood Buffet

Le Desert Passage dispose aussi d'un nightclub, le Krave Nightclub.